# Vitali Arkhanguelski
Pour les articles homonymes, voir Arkhanguelski.
Vitali Dmitrievitch Arkhanguelski (en russe : Виталий Дмитриевич Архангельский, né le 23 mai 1975 à Alma-Ata en URSS, est un économiste, industriel et entrepreneur russe. 
Il est[Quand ?] le président et le propriétaire majoritaire du groupe Oslo Marin. Le groupe réunit plusieurs sociétés dans le domaine des transports, finances, médecine, assurances, etc. Le siège du groupe se trouve à Saint-Pétersbourg. 

## Biographie
Diplômé de la Faculté d’économie de l’université nationale de Saint-Pétersbourg et de l’École doctorale de l’Université nationale d’économie et de finance de Saint-Pétersbourg, il a effectué un stage à l’université européenne Viadrina (Allemagne) et à l’École de commerce de Trondheim (Norvège).
Il a également étudié à l’université internationale de Limbourg (Maastricht, Pays-Bas), à l’université d'Oslo (Norvège), à l’université de Francfort (Allemagne) et à l’université technique d’Ilmenau (Allemagne).

### Carrière
En 1995-1999 Arkhanguelski a gravi les échelons dans les assurances. Ces activités l’ont amené à se spécialiser dans le domaine portuaire et du transport maritime. En 1999, il a fondé le Groupe Oslo Marine (OMG) dont il est président et actionnaire majoritaire. OMG est une société holding dans le domaine des assurances, services portuaires et transport de marchandises. La société s’est vite développée et a ouvert des bureaux de liaison à Londres et à Hiroshima. Elle a acquis des biens immobiliers importants en Russie, entre autres le port de Vyborg et le Terminal de l’Ouest dans le port de Saint-Pétersbourg. Les projets de la reconstruction ont été soutenus par la Banque Européenne de reconstruction et du développement. OMG a également augmenté sa flotte et a passé des commandes pour la construction de nouveaux navires.

### Activités publiques
Arkhanguelski fait partie du Conseil réuni d’experts près le Comité de politique économique et de l’entrepreneuriat de la Douma d’État de la fédération de Russie et du Conseil d’experts pour la modification de la législation bancaire et des assurances de la Douma d’État de Russie. 
En décembre 2007 il est devenu membre du Conseil maritime du gouvernement de Saint-Pétersbourg, ainsi que du Conseil des activités maritimes près du gouverneur de la région de Leningrad. En mars 2009 il a été élu membre du Conseil des directeurs de l’association des ports maritimes marchands de la fédération de Russie.
En 2004, Arkhanguelski a obtenu le diplôme du « Manager de l’année » dans la catégorie « Assurances » du concours organisé par la Société économique libre. En 2008, il est décoré d’une médaille de l’Union des propriétaires de navires russes pour sa contribution dans le développement des ports et du transport maritime. Le 3 mai 2008, par ordre du ministère des Transports de la fédération de Russie, il est inclus dans le groupe de travail chargé du développement du nœud de transport de Saint-Pétersbourg.

### Activités scientifiques
Vitali Arkhanguelski a donné nombre de conférences publiques en tant que professeur invité de l’École de commerce d’Helsinki (Finlande), de l’École de commerce de Bodo (Norvège) et de l’université de Münster (Allemagne). Il a publié plus de cent vingt travaux scientifiques dans le domaine des affaires internationales et de l’assurance en Russie, aux États-Unis, en Norvège et en Argentine. Périodiquement, il donne des cours à l’Académie maritime nationale Amiral Makarov (Saint-Pétersbourg) ainsi qu’à l’Université nationale d’économie et de finance de Saint-Pétersbourg.

## Fortune
La valeur des actifs du groupe Oslo Marine s’élevait en 2009 à 1 milliard de dollars US. À l’époque, le groupe possédait les actifs suivants : Port de Vyborg, Vyborg Shipping Company, compagnie d’assurance « Scandinavia », terminal « Onega » au port de Pétersbourg, etc.

## Attaque au business
En 2009-2010, les sociétés du Groupe Oslo Marine ont subi une attaque de la part des organismes liées à la Banque Saint-Pétersbourg. Cette banque est connue pour sa proximité avec l’administration de l’ex-gouverneur de Saint-Pétersbourg Valentina Matvienko. Prenant appui sur des documents falsifiés et des actes de police qui ont été postérieurement contestés en justice, la banque s’est approprié les actifs d’Oslo Marine d’une valeur de 150 millions d'euros. En 2009, l’acquisition du Terminal de l’Ouest par la société Sevzapalians manifestement contrôlée par la Banque Saint-Pétersbourg a été déclaré illégale par un tribunal russe. 

## Départ en France et contre-attaque judiciaire
En 2009, en raison de menaces de représailles physiques, Vitali Arkhanguelski, avec sa famille, a émigré à Nice, en France et a demandé l’asile politique.  Les autorités russes ont riposté en l’accusant d’appropriation frauduleuse de 56,5 millions de roubles reçus de la Morskoi Aktsionerny Banque (MAB) et en demandant son extradition à la France. 
Le tribunal de Nice a remis Arkhanguelski en liberté sous contrôle judiciaire contre une caution de 300 000 euros pour le temps du procès qui va durer de longs mois.
De France, Arkhanguelski a lancé une contre-offensive judiciaire se posant comme victime d’une campagne ayant pour but de le ruiner, organisée par le gouverneur de Saint-Pétersbourg Valentina Matvienko. Il affirme que la Banque Saint-Pétersbourg a refusé à OMG la possibilité de restructurer ses dettes dans l’intention expresse de l’amener à la banqueroute et de prendre contrôle de ses actifs. En août 2011, il a déposé plainte au Tribunal du district de Nicosie à Chypre, contre « trois sociétés chypriotes mystérieuses » qui, selon lui, ont été créées exclusivement dans le but de lui voler ses actifs au profit d’un « groupe de comploteurs » dont le Gouverneur de Saint-Pétersbourg et le Chef de la police font probablement partie. Les autres tribunaux de Russie, France et Grande-Bretagne sont saisis d’actions visant à la restitution des actifs d’Oslo Marine. Une partie importante des demandes a déjà été accordée par les tribunaux.